# Thomas Legrady
Thomas Theodore Legrady (soms ook: LeGrady) (Boedapest, 22 maart 1920 – Toronto, 24 mei 1992) was een Hongaars-Canadees componist, muziekpedagoog, dirigent en arrangeur. 

## Levensloop
Legrady studeerde piano, harmonie en compositie aan het Konservatorium für Klassik und Jazz in Zürich (1947-1948). Van 1949 tot 1953 studeerde hij muziek aan het Béla Bartók Muziek-Conservatorium in Boedapest en behaalde aldaar zijn diploma's. Vervolgens studeerde hij politicologie aan de toenmalige Erzsébet Universiteit in Pécs en promoveerde tot Ph.D. (Philosophiæ Doctor). In 1956 emigreerde hij naar Canada en woonde in Montreal. Hij werkte als docent voor solfège en orkestratie aan het Loyola College en voor muziekopleiding zowel aan de McGill-universiteit als aan de École normale de musique in Montreal. Sinds 1962 is hij genaturaliseerd. 
In 1972 verhuisde hij naar Toronto. Daar werkte als docent voor houtblazers aan de Étienne Brûlé High School (1972-1985), en als dirigent van het North York Student Orchestra.
Als componist was hij veelzijdig werkzaam. In 1963 won hij een compositiewedstrijd georganiseerd door het Montreal Brass Quintet met zijn Suite voor koperblazers. Hij is eveneens schrijver van filmmuziek. Verder vervaardigde hij de Canadees-Franse uitgave van de Méthode Kodály met de titel Lisons la musique. Veel van zijn werken voor harmonieorkest zijn gepubliceerd via de Nederlandse muziekuitgeverij Molenaar in Wormerveer.
Thomas Legrady overleed in 1992 op 72-jarige leeftijd.

## Composities

### Werken voor orkest
- The Wise Teddybear, voor trombone en orkest

### Werken voor harmonie- of fanfareorkest
- 1974 Quand j'étais chez mon père - French-Canadian folk song, voor harmonieorkest
- 1983 The Wise Teddybear, voor trombone en orkest[2]
- 1983 Le facteur (The mailman) - inspiré par un poème d'Anne Gagnon, voor harmonieorkest
- 1983 J'entends le moulin (I hear the mill) - paraphrase d'une chanson du folklore canadien-français, voor fanfareorkest
- 1987 Spring Festival (Festival de printemps)
- 1987 Tubantella, voor tuba en harmonieorkest
- 1989 Hungarian Gala Dance
- 1991 Mediterranean Suite
  1. The Monte Carlo Casino
  2. The Isle of Mykonos
  3. The Beach of St. Tropez
- At the Stadium, voor harmonie- of fanfareorkest
- Capriccio, voor harmonieorkest
- Clarinet Fantasy, voor klarinet en harmonie- of fanfareorkest
- Concertino Grossino, voor saxofoonkwartet en harmonieorkest

### Vocale muziek

#### Liederen
- 1984 Three miniatures, voor bas en piano - tekst: Earle Birney
- Christus Urunknak, Hongaars kerstlied

### Kamermuziek
- 1958 Divertimento, voor dwarsfluit, hobo en strijktrio
- 1958 Koperkwintet
- 1962 Suite, voor 2 trompetten, hoorn, trombone en tuba
- 1963 Koperkwintet
- 1974 Divertimento, voor koperkwintet (2 trompetten, hoorn, trombone en tuba)
- 1976 Trois dates, voor cello en piano
- 1985 The Wise Teddybear, voor trombone en piano
- Trois dates No. 2, voor cello en piano

### Filmmuziek
- 1984 Charlie Grant's War (La guerra de Charlie Grant)
- Sunrise and Eclipse

### Pedagogische werken
- 1967 Lisons la musique, 1re année
- 1970 237 exercices de lecture, niveau intermédiaire
- 1970 Lisons la musique - manuel de l'élève, deuxième fascicule
- 1982 V'la le bon vent - Manuel destiné à l'enseignement collectif des instruments à vent